# لوكاس بولي
لوكاس بولي هو لاعب كرة قدم برازيلي في مركز الوسط، ولد في 11 نوفمبر 1990 في ريو دي جانيرو في البرازيل. لعب مع Esporte Clube Tigres do Brasil ‏.